# Gabana
Gabana (auch: Gabanna, Gabbana) ist ein Dorf in der Stadtgemeinde Gouré in Niger.

## Geographie
Das von einem traditionellen Ortsvorsteher (chef traditionnel) geleitete Dorf liegt in der Landschaft Mounio auf einer Höhe von 405 m. Es befindet sich rund 17 Kilometer westlich des Stadtzentrums von Gouré, dem Hauptort des gleichnamigen Departements Gouré in der Region Zinder. Zu weiteren Siedlungen in der Umgebung von Gabana zählen Abbari im Südosten sowie Arnadi und Gadori im Südwesten.
Es herrscht das Klima der Sahelzone vor, mit einer durchschnittlichen jährlichen Niederschlagsmenge zwischen 300 und 400 mm. Rund um das Dorf erheben sich magmatische Felsen aus Rhyolith und Pyroklasten.

## Geschichte

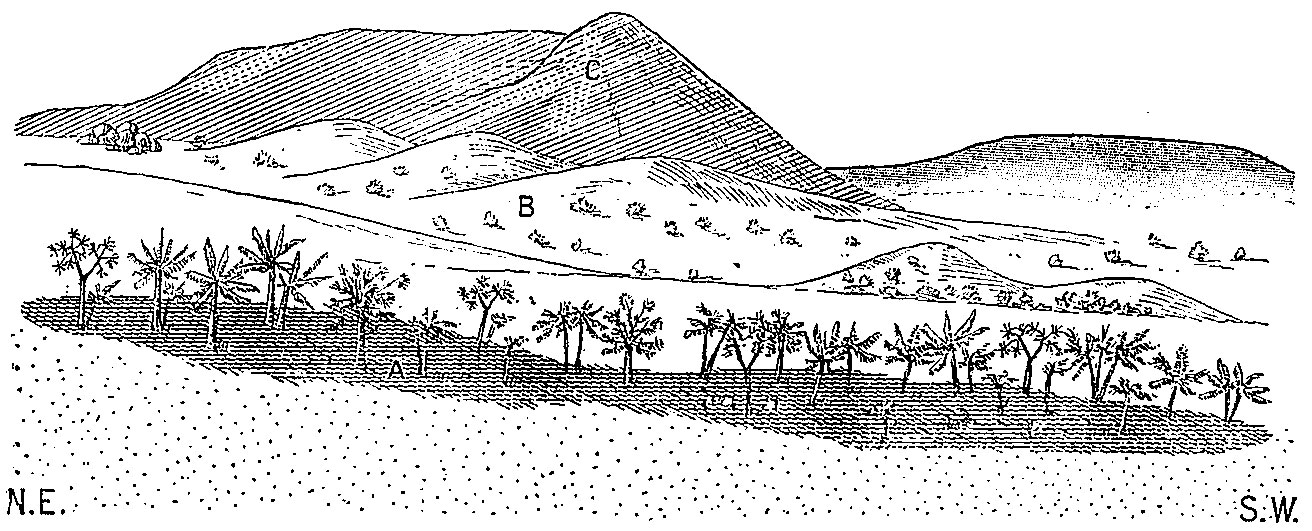
Blick von Gabana auf die Hügel von Mounio (1906)

In den 1920er Jahren galt die durch Gabana führende und 1375 Kilometer lange Piste von Niamey nach N’Guigmi als einer der Hauptverkehrswege in der damaligen französischen Kolonie Niger. Sie war in der Trockenzeit bis Guidimouni und wieder ab Maïné-Soroa von Automobilen befahrbar.

## Bevölkerung
Bei der Volkszählung 2012 hatte Gabana 634 Einwohner, die in 110 Haushalten lebten. Bei der Volkszählung 2001 betrug die Einwohnerzahl 580 in 116 Haushalten und bei der Volkszählung 1988 belief sich die Einwohnerzahl auf 491 in 115 Haushalten.
Die Bevölkerungsdichte in diesem Gebiet ist mit 10 bis 20 Einwohnern je Quadratkilometer relativ gering. In Gabana wird die Sprache Kanuri gesprochen.

## Wirtschaft und Infrastruktur
Gabana liegt in einem Gebiet des Übergangs zwischen der Naturweidewirtschaft des Nordens und des Ackerbaus des Südens, was zu Landnutzungskonflikten führt. Mit einem Centre de Santé Intégré (CSI) ist ein Gesundheitszentrum im Dorf vorhanden. Es gibt eine Schule.